# Frantschach-Sankt Gertraud
Frantschach-Sankt Gertraud é um município da Áustria localizado no distrito de Wolfsberg, no estado de Caríntia.